# إينر فيفيروس
إينر فيفيروس (بالإسبانية: Einer Viveros)‏ هو لاعب كرة قدم كولومبي في مركز الدفاع، ولد في 31 ديسمبر 1970 في Los Robles La Paz ‏ في كولومبيا. لعب مع أتليتيكو هويلا وإنديبنديينتي سانتا في وديبورتيس توليما وديبورتيس كوينديو وديبورتيفو باستو ويونيون ماغدالينا.